# دیکسباخ
دیکسباخ (به آلمانی: Dickesbach) یک شهر  در آلمان است که در بیرکنفلد واقع شده‌است. دیکسباخ ۴۵۰ نفر جمعیت دارد.